# 1996 في مصر
فيما يلي قوائم الأحداث التي وقعت خلال عام 1996 في مصر.

## سياسة

### انتهاء فترة المنصب
- 2 يناير – عاطف صدقي رئيس الوزراء المصري.

## أفلام
من الأفلام التي صدرت هذه السنة في مصر:
- 1 يناير – الزمن والكلاب من إخراج مصطفى جمال الدين، سمير سيف.
- 1 يناير – إستاكوزا من إخراج إيناس الدغيدي.
- 1 يناير – إشارة مرور من إخراج خيري بشارة.
- 1 يناير – علاقات مشبوهة
- 1 يناير – ناصر 56 من إخراج محمد فاضل.
- 9 فبراير – النوم في العسل من إخراج شريف عرفة.

## كتب
من الكتب التي صدرت هذه السنة في مصر:
- 1 يناير – لا أحد ينام في الإسكندرية من تأليف إبراهيم عبد المجيد.

## مواليد

### يناير
- 10 يناير – عبد الله جمعة لاعب كرة قدم مصري.
- 25 يناير – محمد هاني لاعب كرة قدم مصري.

### مارس
- 12 مارس – محمد هلال لاعب كرة قدم بلجيكي.

### يونيو
- 2 يونيو – أحمد حمدي لاعب كرة قدم مصري.

### سبتمبر
- 25 سبتمبر – ابتسام محمد درّاجة طريق مصرية.

### أكتوبر
- 1 أكتوبر – عفاف الهدهد لاعبة رماية مصرية.[1]

### نوفمبر
- 8 نوفمبر – دعاء الغباشي لاعبة كرة طائرة شاطئية مصرية.

## وفيات

### يناير
- 1 يناير – أليفة رفعت (مواليد 1930)
- 20 يناير – محمد حامد أبو النصر (مواليد 1913)

### فبراير
- 1 فبراير – عادل أدهم (مواليد 1928) ممثل مصري.

### مارس
- 9 مارس – محمد الغزالي (مواليد 1917) ثيولوجي مصري.[2]
- 15 مارس – جاد الحق علي جاد الحق (مواليد 1917) شيخ من مشايخ الأزهر السابقين.

### أبريل
- 20 أبريل – ألكسندر دارسي (مواليد 1908) ممثل مصري.[3]

### مايو
- 23 مايو – أبو عبيدة البنشيري (مواليد 1950)

### يونيو
- 23 يونيو – صلاح أبو سيف (مواليد 1915)

### سبتمبر
- 11 سبتمبر – لطيفة الزيات (مواليد 1923) ناشطة مصرية.

### ديسمبر
- 6 ديسمبر – عبد الحميد كشك (مواليد 1933) عالم وداعية إسلامي مصري.